# Хуссейн, Карим
Карим Хуссейн (нем. Kariem Hussein, 1 апреля 1989, Мюнстерлинген) — швейцарский легкоатлет, специализирующийся на барьерном беге на 400 метров. Чемпион Европы 2014 года с лучшим личным результатом на тот момент (48,96). Спустя две недели на той же арене Летцигрунд на этапе Бриллиантовой лиги Карим улучшил свой результат, показав 48,70 с, но остался лишь на четвёртом месте.

## Результаты
| Представляет Швейцария | Представляет Швейцария  | Представляет Швейцария | Представляет Швейцария | Представляет Швейцария | Представляет Швейцария |
| ---------------------- | ----------------------- | ---------------------- | ---------------------- | ---------------------- | ---------------------- |
| 2011                   | Чемпионат Европы U23    | Острава, Чехия         | 20 (полуфинал)         | 400 м с/б              | 52,55                  |
| 2012                   | Чемпионат Европы        | Хельсинки, Финляндия   | 19 (полуфинал)         | 400 м с/б              | 50,81                  |
| 2013                   | Универсиада             | Казань, Россия         | 13 (полуфинал)         | 400 м с/б              | 51,94                  |
| 2013                   | Jeux de la Francophonie | Ницца, Франция         | 3                      | 4x400 м эстафета       | 3:07,21                |
| 2014                   | Чемпионат Европы        | Цюрих, Швейцария       | 1                      | 400 м с/б              | 48,96                  |